# Сидоров, Лев Николаевич
Лев Николаевич Сидоров (25 ноября 1934, Москва — 16 января 2025, Москва) — российский физикохимик, стоявший у истоков высокотемпературной (кнудсеновской) масс-спектрометрии в России. Создатель метода «изотермического испарения» в высокотемпературной масс-спектрометрии и метода ион-молекулярных равновесий. С 1991 года руководил работами по синтезу, разделению и комплексному исследованию фуллеренов и их производных. Автор более 350 научных работ, в том числе монографии.

## Биография
Родился 25 ноября 1934 года в Москве, в семье служащих. В школьные годы заинтересовался физической химией. Окончив школу с золотой медалью, в 1953 г поступил на химический факультет Московского государственного университета. Окончил его в 1959 г. Дипломную работу «Масс-спектрометрический метод определения состава пара и теплот реакций в газовой фазе» (науч.руководители П. А. Акишин и Л. Н. Горохов) выполнял в лаборатории электронографии кафедры физической химии, куда после окончания университета был принят на должность лаборанта; в последующие годы занимал должности мл.н.сотр., ассистента (1970), ст. н.сотр. (1971-86). С 1963 руководитель масс-спектральной группы этой лаборатории. С 1971 года — доктор химических наук. С 1986 года занимал должность профессора, с 1988 по 2014 год заведовал лабораторией термохимии химического факультета.
Был женат, имел сына, дочь, внука, 3 внучки.
Скончался 16 января 2025 года на 91-м году жизни.

## Научная деятельность
Направления научной деятельности — масс-спектрометрия, ион-молекулярные равновесия, применение масс-спектрометрии к изучению физико-химических свойств соединений и многокомпонентных систем, фуллерены и их производные, синтез и термодинамика фуллеренов и их производных.
В 1964 году защитил кандидатскую диссертацию на тему «Масс-спектрометрическое исследование термодинамических свойств системы NaF-ZrF4» (науч. руководитель П. А. Акишин). Развивая это направление приходит к созданию нового метода в высокотемпературной масс-спектрометрии, получившего название «метод изотермического испарения», разработка которого стала основой его докторской диссертации «Масс-спектральные термодинамические исследования двухкомпонентных систем со сложным молекулярным составом пара» (1971). В конце 70-х годов, анализируя полученные результаты по энергетике комплексных молекул, присутствующих в парах неорганических молекул, приходит к выводу о возможности получения в измеримых количествах многоатомных отрицательных ионов в газовой фазе систем типа MF-MeFn. Разработка этой идеи привела к созданию в рамках кнудсеновской высокотемпературной масс-спектрометрии эффузионного метода определения сродства к электрону, получившего международное признание как одного из основных методов измерения этой величины. В 1985 году в соавторстве издает свою первую книгу «Масс-спектральные термодинамические исследования». С 1988 возглавил лабораторию термохимии. С его приходом в лабораторию связано появление новых направлений, главным из которых стало исследование фуллеренов и их производных.
В 1990-х годах решались проблемы селективного синтеза и разрабатывался принципиально новый способ селективного фторирования фуллеренов, основанный на твердофазных топохимических реакциях с отгонкой летучих продуктов. Были проведены фундаментальные исследования структуры и физических свойств полученных соединений, позволившие выявить механизм последовательного присоединения атомов фтора к углеродному скелету. Наряду с этим удалось установить принципы расположения функциональных групп на углеродной сфере и степень трансформации углеродной сферы под действием присоединенных групп. Цикл его работ в области изучения фуллеренов получил международное признание. В 2005 году была опубликована новая книга «Фуллерены» — первое издание на русском языке, посвященное данной области науки.
Являлся членом редколлегии международных журналов: «Rapid Communication in Mass Spectrometry» (с 1990 года) и «Mass Spectrometry Reviews» (с 1993 года), членом Электрохимического общества (ECS, с 1993 года), членом Научного совета РАН по термодинамике, членом Ученого совета химического факультета Московского государственного университета.

## Педагогическая деятельность
В течение многих лет читал на химическом факультете лекционные курсы для студентов и аспирантов: «Физхимия для аспирантов», «Введение в специальность и масс-спектрометрия», «Феноменологическая и статистическая термодинамика» (для студентов 2-го курса, специализирующихся по физической химии). В 1967—1968 годах читал курс «Органическая масс-спектрометрия» в Бомбейском техническом институте и помогал в организации масс-спектральных работ. Был приглашённым профессором в университетах Норвегии, США, Японии. Подготовил 44 кандидата и 7 докторов наук.

## Основные труды
- Сидоров Л. Н., Юровская М. А., Борщевский А. Я., Трушков И. В., Иоффе И. Н. Фуллерены. Москва: Экзамен, 2005 г. 688 с.
- Агеев Е. П., Мельников М. Я., Гиппиус А. А., Гришин М. В., Иванов В. Л., Каргов С. И., Леенсон И. А., Лунин В. В., Майорова А. Ф., Марков В. Ю., Пергушов В. И., Похолок К. В., Сидоров Л. Н., Тарасевич Б. Н., Ужинов Б. М., Устынюк Ю. А., Фабричный П. Б., Шуб Б. Р. Практикум по физической химии. Физические методы исследования. Москва: Издательский центр «Академия», 2014 г. 528 с.
- Sidorov L.N., Scholtz V.B. Mass-spectrometric Investigation of Two-Component Systems of Complex Vapor Composition by the Isothermal Evaporation method // International Journal of Mass Spectrometry and Ion Physics, 8, 437, 1972.
- Сидоров Л. Н. Поиск и исследование молекул с большим сродством к электрону // Успехи химии, 31(4), 625-45, 1982.
- Sidorov L.N., Zhuravleva L.V., Sorokin I.D. High-Temperature Mass Spectrometry and Studies of Ion-Ion, Ion-Molecule and Molecule-Molecule Equilibria // Mass Spectrometry Reviews, 5, 73-97, 1986.
- Sidorov L.N. Ion-Molecular Equilibria in High Temperature Systems and Determination of Electron Affinities // High Temp. Science, 29, 153-70, 1990.
- Сидоров Л. Н., Болталина О. В. Эндоэдральные металлопроизводные и экзоэдральные фторпроизводные фуллеренов // Успехи химии, 71(7), 611-40, 2002.

## Награды и звания
- 1998 — Заслуженный деятель науки Российской Федерации
- 2002 — лауреат премии имени М. В. Ломоносова
- 2004 — Заслуженный профессор Московского университета.